# Louis Saint-Hilaire
Louis Saint-Hilaire ou Louis St-Hilaire, né le 20 juillet 1860 à La Prairie, près de Montréal, et mort le 4 août 1922 à Montréal, est un peintre, illustrateur, décorateur d'églises et restaurateur d'art canadien.

## Biographie

### Formation
Louis Saint-Hilaire nait le 20 juillet 1860 à La Prairie, près de Montréal. Il est le second d'une famille de onze enfants issus du mariage de Pierre St-Hilaire, instituteur, et de Carmelite Dupuis,.
Il acquiert une première formation artistique par l'étude du dessin à l'École normale Jacques-Cartier qu'il poursuit sous l'égide du peintre Ozias Leduc. Il commence une carrière dans l'enseignement dans une école paroissiale à Lake Linden au Michigan (États-Unis), où Joseph Grégoire exploite une scierie dans une agglomération non loin de Lake Torch appelée aujourd'hui Gregoryville. Durant cette période, Louis St-Hilaire occupe ses loisirs à faire des croquis et à peindre des tableaux. Reconnaissant son talent artistique, Joseph Grégoire le soutient financièrement dans son projet d'aller étudier les beaux-arts à Paris,.
De 1880 à 1882, il poursuit ses études artistiques à l'École nationale supérieure des arts décoratifs à Paris, fréquentant tout d'abord les ateliers de Jean-Léon Gérôme et Jules Breton. En 1887, il part à Rome « en même temps que Son Excellence Mgr Gravel, évêque de Nicolet, qui s'intéresse vivement à son avenir » ; il se rend aussi à Florence. En 1889, il retourne aux États-Unis où il ouvre un atelier à Minneapolis ; en parallèle à ses activités d'artiste, il prend plaisir à prêter sa voix de ténor à de nombreux concerts, soirées et messes,.
En 1891, Louis Saint-Hilaire s'embarque de New York à nouveau pour Rome pour y réaliser cette fois une commande d'une vingtaine de peintures religieuses. Il profite de ce séjour pour visiter d'autres régions d'Italie et de Suisse. De retour à Paris, il s'inscrit à l'Académie Julian pour préparer son admission à l'École des Beaux-Arts de Paris en 1892-1893 sous la recommandation de son professeur, le peintre William Bouguereau. À l'Académie Julian, il suit aussi les cours du soir des professeurs Benjamin Constant et Jules Lefebvre. Pendant cette période d'apprentissage, il obtient l'autorisation de peindre au musée du Louvre, au musée du Luxembourg, au château de Versailles et au château de Saint-Germain-en-Laye. Pour augmenter ses maigres revenus, il enseigne l'anglais dans des familles françaises.

### Carrière artistique
De retour au Canada en 1895, il ouvre un nouvel atelier, cette fois à Saint-Paul-de-l'Île-aux-Noix, qu'il occupe jusqu'en 1912. Le 29 septembre 1896, il épouse Agnès Girard, professeure de piano, fille de Patrice Girard et de Henriette Jourdonnais de Saint-Valentin. De cette union naissent trois enfants : Antoine, Annette et Charles.
En 1912, il s'installe pour un an à Saint-Jean-sur-Richelieu pour y réaliser un immense tableau de saint Louis pour le compte du Collège Saint-Jean, qui est détruit par un incendie le 19 octobre 1939. Il s'installe ensuite à Verdun pour trois ans, pour ensuite s'établir à Montréal, rue Mont-Royal, pour le reste de sa vie. Son atelier d'artiste est situé au centre-ville, Square Phillips. Mis à part des portraits, il réalise des paysages, des natures mortes et plusieurs œuvres d'art sacré qui sont très demandées à cette époque,.
Son œuvre n'est encore que partiellement connu et géographiquement éparpillée ;  il fait une carrière honorable de peintre, décorateur et restaurateur d'œuvres d'art, comme la décoration de Saint-Vincent-de-Paul Church à New Hope au Kentucky. Le Musée national des beaux-arts du Québec ne possède qu'une seule de ses œuvres, La Mort de saint Joseph, datant de 1894. Lors de son premier retour d'Europe en 1883, il obtient des commandes de tableaux de deux églises : celle de Saint-Sébastien (Montérégie) et celle de Sainte-Martine de Châteauguay. Il réalise ensuite d'autres commandes pour les églises de Saint-Romuald (maître-autel, retable et autel latéral) où il collabore avec le sculpteur Ferdinand Villeneuve (1830-1909), de Saint-Henri-de-Lévis (restauration du tableau Saint François de Paule ressuscitant un enfant mort attribué au peintre Simon Vouet), de Saint-François-Xavier de Verchères (restauration d'un autre tableau ancien), de Notre-Dame-du-Portage (chemin de croix) et de saint Dominique à Saint-Hyacinthe (peintures murales marouflées). Plus tard, en 1916-1917, sous la direction d’Ozias Leduc, il travaille aux peintures du plafond de l’église Saint-Enfant-Jésus du Mile-End, là-même où il s'est marié en septembre 1896.
Une partie de ses œuvres sont inventoriées au répertoire du patrimoine culturel du Québec. Cet artiste, encore peu connu de nos jours, excellait dans la restauration de tableaux endommagés ou légèrement abimés. D'après des notes laissées à son sujet, on remarque sa précision dans les plus fins détails, la fidélité des traits et du caractère des sujets peints, la richesse des couleurs, la simplicité et la clarté de ses compositions,.
Il décède à l'âge de 62 ans, le 4 août 1922, laissant dans le deuil son épouse Agnès Girard, décédée le 27 janvier 1938.